# Miroslav Đukić
Miroslav Đukić (szerbül:Мирослав Ђукић, Szabács, 1966. február 19. –) szerb válogatott labdarúgóedző.
A jugoszláv válogatott tagjaként részt vett az 1998-as világbajnokságon és a 2000-es Európa-bajnokságon.

## Sikerei, díjai

### Játékosként
Deportivo
- Spanyol kupagyőztes (1): 1995
- Spanyol szuperkupagyőztes (1): 1994–95

Valencia
- Spanyol bajnok (1): 2001–2002
- Spanyol kupagyőztes (1): 1999
- Spanyol szuperkupagyőztes (1): 1998–99

### Edzőként
Szerbia U21
- U21-es Európa-bajnoki döntős (1): 2007